# Csi Hung
Csi Hung (Qi Hong) (egyszerűsített kínai: 祁宏, pinjin, hangsúlyjelekkel: Qí Hóng; Sanghaj, 1976. június 3. – ) kínai válogatott labdarúgó.

## Pályafutása

### Klubcsapatokban
1995 és 2001 között a Sanghaj Senhua csapatában játszott, melynek tagjaként 1995-ben bajnoki címet szerzett és 1998-ban megnyerte a kínai kupát. 2002 és 2004 között a Sanghaj International játékosa volt. Később szerepelt még a Sanghaj Juncseng (2005) és a Sanghajd Liancseng (2006) együttesében.

### A válogatottban
1998 és 2003 között 39 alkalommal játszott a kínai válogatottban és 1 gólt szerzett. Részt vett a 2000-es Ázsia-kupán és a 2002-es világbajnokságon, ahol a Costa Rica és a Törökország elleni találkozón nem kapott lehetőséget. Brazília ellen kezdőként lépett pályára.

## Sikerei, díjai
Sanghaj Senhua
- Kínai bajnok (1): 1995
- Kínai kupagyőztes (1): 1998